# ジョナサン・オビカ
ジョナサン・チイードージー・オビカ（Jonathan Chiedozie Obika, 1990年9月12日 - ）は、イングランド・ロンドン・インフィールド区出身の元サッカー選手。現役時代のポジションはフォワード(CF)。

## 経歴
トッテナム・ホットスパーFCのユースで育ち、2008-09シーズンの2008年11月27日に行われたUEFAカップグループステージ第3節のNECナイメヘン戦で83分にフレイザー・キャンベルに代わって出場し、トップチームデビューを果たした。2009年2月26日に行われたUEFAカップベスト32第2戦FCシャフタール・ドネツク戦では初の先発出場とフル出場を果たした。
2009年からは下部リーグのチームへとローン移籍で経験を積み、2012-13シーズンに再びトッテナムのトップチームで2試合に出場したが、プレミアリーグでの出場機会は無かった。
2014年9月1日にスウィンドン・タウンFCへ完全移籍。